# Streichwinkel

Streichwinkel und Beziehungen zu anderen Winkeln.

Der Streichwinkel γ ist in der Vermessung und im Markscheidewesen der Horizontalwinkel zwischen magnetisch Nord (MN) und einer Messungslinie.